# Villanueva de Algaidas
Villanueva de Algaidas là một đô thị ở tỉnh Málaga, cộng đồng tự trị Andalusia phía nam Tây Ban Nha. Đô thị này có cự ly khoảng 11 km so với Archidona, 30 km so với Antequera. Dân số khoảng 4200 người.